# Kernenergie in Finnland

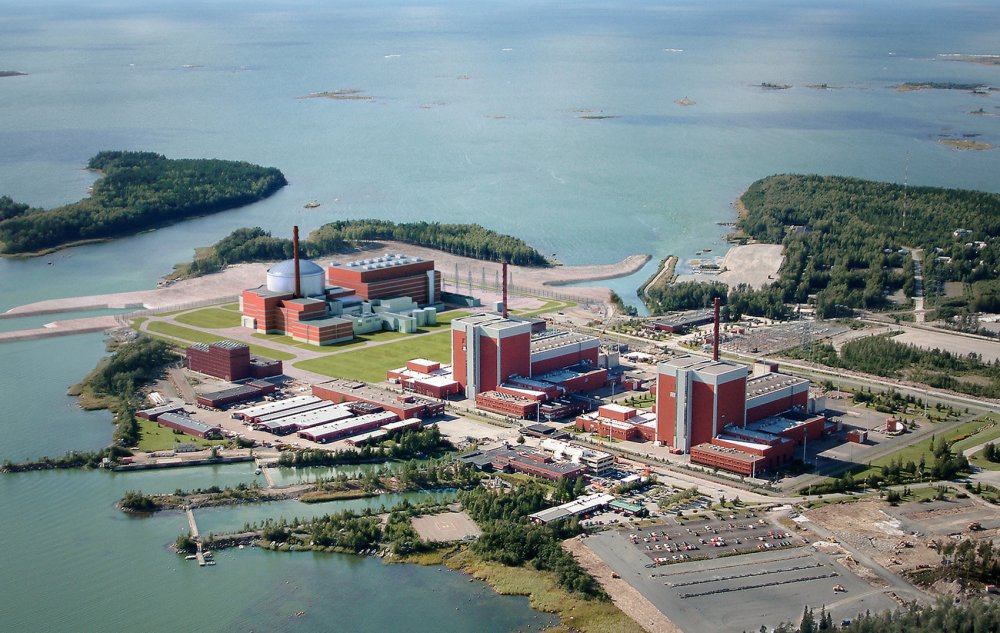
Kernkraftwerk Olkiluoto, das leistungsstärkste Kraftwerk Finnlands

In Finnland werden fünf Reaktoren an zwei Standorten betrieben (Stand 2024), der erste Reaktor wurde 1977 in Betrieb genommen. 1993 stoppte das damalige Kabinett Aho nach erheblichen öffentlichen Protesten die Planung für den Neubau von Kernkraftwerken vorübergehend. 2003 startete das Kabinett Vanhanen I unter Ministerpräsident Matti Vanhanen die Ausschreibung für einen weiteren Reaktor, der 2023 in Betrieb ging.

## Kernkraftwerke

### Kernkraftwerk Olkiluoto
2005 wurde in Olkiluoto mit dem Bau eines dritten Blocks begonnen, dem ersten EPR von Areva NP. Der Bau sollte ursprünglich 2009 abgeschlossen sein, verzögerte sich aber zunächst bis mindestens 2015. Der finnische Energiekonzern TVO hatte mit dem Baukonsortium einen Festpreis von 3,2 Milliarden Euro vereinbart. Im Oktober 2011 wurden die Baukosten mit 6,6 Milliarden Euro beziffert. Der Termin wurde erneut verschoben. Der Reaktor ging 2023 in Betrieb und sein Bau hat ca. 11 Milliarden Euro gekostet.
Eine Ursache der Verzögerung war die Auftragsvergabe an 1500 Zulieferer aus 28 Ländern, um Kosten zu senken. Dabei wurden häufig Unternehmen beauftragt, die keine Erfahrung mit so einem Großprojekt wie Olkiluoto hatten. In bislang über 1500 Fällen kam es zu Abweichungen von den geltenden Sicherheitsbestimmungen, deren Abnahme die finnische Strahlenschutzbehörde STUK mehrfach verweigerte.
Die Verspätung bei der Fertigstellung brachte erhebliche Zusatzkosten. Schätzungen gehen davon aus, dass alleine eine dreijährige Verzögerung Stromimporte von 3 Milliarden Euro zur Folge hat. Finnland hat unter allen Ländern den fünfthöchsten Pro-Kopf-Stromverbrauch.
Der dritte Block ging am 16. April 2023 in den Regelbetrieb.

Am Standort Olkiluoto sollte noch ein vierter Block entstehen. Die Leistung des Reaktors sollte zwischen 1000 Megawatt und 1800 Megawatt liegen. In die engere Auswahl kamen unter anderem ein EPR oder SWR1000 von Areva, ein Advanced Boiling Water Reactor von Toshiba, ein Economic Simplified Boiling Water Reactor (ESBWR) von Mitsubishi, ein koreanischer APR-1400 und ein russischer WWER-1200/491 (AES-2006). Es war geplant, den Reaktor zwischen 2016 und 2018 in Betrieb zu nehmen. Da der zukünftige Betreiber TVO nicht garantieren konnte, dass der vierte Reaktor jemals fertiggestellt würde, lehnte die finnische Regierung (Kabinett Stubb) im September 2014 eine Verlängerung der Frist zur Beantragung einer Baugenehmigung ab.

### Kernkraftwerk Loviisa
Im Kernkraftwerk Loviisa, nahe der Stadt Loviisa an der südöstlichen Küste Finnlands, sind zwei WWER sowjetischer Bauart in Betrieb. Es gab zeitweise Planungen, Atomstroiexport solle am Standort Loviisa einen weiteren Reaktor vom Typ WWER-1000 als AES-91 errichten.

### Kernkraftwerk Hanhikivi
Im Dezember 2013 unterzeichneten das finnische Unternehmen Fennovoima und die Rosatom-Tochter Rusatom Overseas einen Vertrag für ein neues Kernkraftwerk Hanhikivi auf der Halbinsel Hanhikivi auf dem Gebiet der Gemeinde Pyhäjoki. Der Reaktor vom Typ WWER-1150 sollte als AES-2006 werden.
Im September 2014 genehmigte die Regierung einen AKW-Neubau in Pyhäjoki. Hierauf verließen die Grünen die Regierung, was zu einer Regierungskrise führte. Nach der Parlamentswahl am 19. April 2015 kam das Kabinett Sipilä unter Juha Sipilä (Zentrum) an die Regierung. Die Koalition zerstritt sich; nach der Parlamentswahl 2019 regierte das Kabinett Marin unter Sanna Marin (SDP). Seit dem 20. Juni 2023 regiert das Kabinett Orpo.
Der Bauauftrag sollte an eine Tochterfirma des staatlichen russischen Atomkonzerns Rosatom gehen, der auch Betreiber und größter Anteilseigner werden sollte. Ursprünglich war die deutsche E.ON als Betreiber vorgesehen; diese zog sich aber aus dem Projekt zurück und verkaufte ihre Anteile an Rosatom. Laut einer Umfrage im Sommer 2014 – Russland hatte im März 2014 die Krim besetzt und annektiert – waren zwei Drittel der Bevölkerung gegen eine russische Beteiligung an dem Projekt. 
Im Januar 2017 entschied ein Gericht, dass ein Anteilseigner von Fennovoima seine Anteile verkaufen darf. Der Anteil von Investoren aus der EU muss aufgrund eines Regierungsbeschlusses über 60 Prozent liegen, daher kann der Ausstieg von Kesko für das Projekt zu einem Problem werden. Der Metallkonzern Boliden gab im Januar 2017 bekannt, sich aus dem Projekt zurückzuziehen.
Im Januar 2016 wurde mit Ausschachtungsarbeiten für das Fundament des Kernkraftwerks Hanhikivi begonnen. Die Errichtungskosten wurden damals auf 6,7 Milliarden Euro geschätzt.
Nach weiteren Verzögerungen wurde im April 2021 die Baugenehmigung für die Gebäude für 2022 erwartet; die Montage des Reaktors sollte 2023 beginnen und der kommerzielle Betrieb 2029. Die Gesamtbaukosten wurden zu diesem Zeitpunkt mit 7,0 bis 7,5 Milliarden Euro angegeben. 
Einige Tage nach dem Beginn des russischen Überfalls auf die Ukraine am 24. Februar 2022 erklärte die finnische Ministerpräsidentin Sanna Marin, dass das Projekt, an dem Rosatom auch eine russische Minderheitsbeteiligung hält, nicht fortgesetzt wird.
Am 2. Mai 2022 gab Fennovoima bekannt, dass der Vertrag mit Rosatom wegen signifikanter Pflichtverletzungen und erheblicher Verzögerungen gekündigt wurden sei. Die Vorlauf- und Planungskosten des Projekts werden auf rund 800 Millionen Euro geschätzt.

## Radioaktiver Abfall

### Endlager Loviisa
Im Endlager Loviisa werden schwach- und mittelradioaktive Abfälle aus dem Betrieb des Kernkraftwerks Loviisa eingelagert.

### Endlager Olkiluoto
Das Endlager Olkiluoto soll so erweitert werden, dass es auch für hochradioaktive Abfälle genutzt werden kann. Bis 1996 hat Finnland Atommüll nach Russland exportiert; dies ist mittlerweile verboten.

## Öffentliche Wahrnehmung
Laut einer Umfrage von Kantar Public im Auftrag von Finnish Energy erreichte die öffentliche Unterstützung für Kernenergie in Finnland, die seit 1983 erfasst wird, im Jahr 2023 einen Rekordwert. Die Daten wurden im März und April 2023 erhoben und standen unter dem Eindruck des russischen Überfalls auf die Ukraine und den Abschlusstests von Olkiluoto 3. Demnach sehen 68 % der Befragten Kernenergie hauptsächlich positiv. 6 % der Befragten hatten eine eher negative Einstellung zur Kernenergie. Die Mehrheit der Unterstützer aller politischen Parteien in Finnland steht der Kernenergie positiv gegenüber, einschließlich der Grünen, mit 52 % Unterstützung.